# Palacio de Gastañaga
El palacio de San Nicolás, o de los Rivero, o del Marqués de Gastañaga, es una construcción señorial de estilo gótico, situada en la villa asturiana de Llanes, capital del concejo de igual nombre.

## Historia
El palacio de Gastañaga o de San Nicolás, antigua casa señorial de los Rivero, constituye una de las escasas muestras de arquitectura civil de los siglos XIV y XV en Asturias. Está situado en la calle Mayor, junto a la desaparecida puerta de San Nicolás, que cerraba el paso del recinto amurallado al barrio de pescadores.
El palacio de Gastañaga sirvió de cierre defensivo a la villa de Llanes y fue reedificado en el año 1656 por don Juan de Rivero y Posada, regidor de la villa de Llanes entre los años 1635-1637. Posteriormente, sufrió remodelación en los siglos XVIII y XIX, añadiéndose el tercer piso con balcón y abriéndose nuevas puertas de acceso.

## Descripción
El palacio se estructura en dos cuerpos independientes, que se articulan por dos pasajes aéreos que unen las plantas nobles de ambos edificios. Sobre la fachada principal se conservan los vanos primitivos de arco de medio punto, geminados, etcétera, y distribuidos de forma irregular. En el piso noble se encaja el escudo familiar labrado en arenisca. Conserva también la fachada principal en el segundo piso la salida al paseo de ronda de la desaparecida Puerta de San Nicolás de la cual el edificio era baluarte defensivo.